# إيندي روك
إيندي روك (بالإنجليزية: indie rock)؛ هو نمط من الروك البديل، ظهرت أصوله خلال السبعينيات في بريطانيا والولايات المتحدة مع كلا من البانك روك (Punk rock)، والموجة الجديدة (New wave)، وانتشر مع الألفية الجديدة نظرا للثورة المعلوماتية التي ساهمت في وصول أعمال فرق الإندي روك إلى الجمهور الشاب.

## التسمية
إندي (Indie) هو اختصار كلمة independent بالإنكليزية (تعني حرفيا: «حر» أو «مستقل»). تطور هذا النمط على يد فرق روك مستقلة لم تكن تملك عقودا مع شركات تسجيل، بل كانت تعتمد على نفسها في تسويق الألبومات وإقامة الحفلات. ولتميز هذه الفرق بنمط موسيقي وغنائي خاص يمكن تفريقه عن نمط فرق الروك البديل الشعبية، ارتبطت التسمية بنمط وفن معين من موسيقى الروك سمي فيما بعد بالإندي روك، بغض النظر عن كون الفرقة الموسيقية مستقلة أم تملك عقدًا مع شركة. وما زال اختلاف النقاد قائما في طريقة استخدام المصطلح.

## الأنماط
استمد الإندي روك أسلوبه من عدة أنماط موسيقية أهمها: الإليكترونيكا (Electronica)، الفلكلور الغربي (Folk music)، ما بعد البانك (Post-punk)، النيو ويف (New wave)،والبوب البريطاني. ويتميز الإندي روك بالمرونة والتنوع حيث يمكن تهجين الإندي روك مع أنماط موسيقية عديدة، فالإندي بوب (Indie pop) هي موسيقى الإندي روك التي يتم غنائها بأصوات واضحة وألحان مألوفة لتلك التي في البوب. بينما يسمى الخليط مع الموسيقى الفلكلورية بالإندي فولك (Indie folk). وأحيانا يتم وصف النمط الذي يجمع بين الإندي وبعض أنماط الإليكترونيكا بالإنديترونيكا (Indietronica)، ويدعى الإندي روك المشتق من موسيقى البانك بالبوست بانك رڤايڤول (Post-punk revival)، ويمكن أن تتداخل هذه الانماط مع بعضها أو مع أنماط أخرى من الموسيقى.

## ثورة الروك الحديثة
في أواخر سبعينات القرن العشرين، وبعد ضعف شعبية البانك في بريطانيا والولايات المتحدة، ظهرت فرق روك بموسيقى شبه تجريبية قريبة من البانك، سميت هذه الحركة بما بعد البانك (Post-punk). استمرت شعبيتها حتى أواخر الثمانينات، لترى النور مجددا مع بداية الألفية الجديدة؛ حيث ظهرت فرق روك متأثرة أيضا بحركة النيو ويف(New wave). حققت هذه الفرق نجاحا إعلاميًا وشعبية أعلى من الحركة الأولى، ومن بعض هذه الفرق: إنتربول (Interpol) ، وذه ستروكس (The Strokes) من الولايات المتحدة، وإديتورز (Editors) من بريطانيا.
يشار إلى النمط الموسيقي الذي ظهر مع الحركة الحديثة بعدة مسميات؛ أكثرها استخداما من قبل النقاد هو البوست بانك رڤايڤول(Post-punk revival)، وتعني: صحوة ما بعد البانك.

## خصائص الإندي روك
تحوى موسيقى الإندي روك على الأصوات البشرية، والطبول، والقيتار الكهربائي الأساسي، والقيتار الكهربائي البيس، كما تستخدم لوحات المفاتيح الموسيقية، وبعض الآلات الأخرى بشكل أكثر كثافة من الروك التقليدي. وتتكون الفرقة الموسيقية المتوسطة من 4 أفراد.
تتميز موسيقى الإندي روك بالخامية وعدم التكلف، والخلفية الضوضائية الغنية هارمونيا، والطبول الضعيفة، والغناء الناعم. يمكن تمييز الإندي روك بالتركيبة الأقل تقليدية والتزاما في البنية مقارنة بالأنماط الأخرى للروك البديل. وتستخدم أغاني الإندي روك كخلفية في مختلف المواد الإعلامية كالأفلام السينمائية، وألعاب الفيديو، والبرامج التلفزيونية. ويتم أداؤها حيا في الاحتفاليات المفتوحة، أو الحانات.

## قولبة مجتمع الإندي روك
يطلق الكثير على الفرد المرتبط بثقافة الإندي روك مسمى «هبسترز» (Hipsters)، نسبة لثقافة الهبسترز التي انتشرت في الأربعينات، وأحيانا يسمون بالسينيستيرز.
ويوصفون عادة بأنهم مجموعة شباب من الطبقة الاقتصادية المتوسطة أو فوق المتوسطة، أعمارهم تتفاوت بين العشرينات والثلاثينات، يتميزون بالممارسات والمعتقدات المعاكسة للثقافة الشعبية المنتشرة في محيطهم بشكل عام، يهتمون بالمجالات الفنية كالتصوير وصناعة الموسيقى، والعلوم الإنسانية كالفلسفة والسياسة، ينشط بعضهم في صناعة الأفلام المستقلة، ويتابعون مواقع إلكترونية مثل موقع Pitchfork، يتميز مظهرهم الفيزيائي بانخفاض الوزن، والملابس غريبة الألوان، ويربي بعض الذكور لحى للتميز.